# Gottfried Michael Pfündel
Gottfried Michael Pfündel (* 31. Dezember 1719 in Jena; † 20. Mai 1762) war ein deutscher Rechtswissenschaftler.

## Leben
Gottfried Michael Pfündel war der Sohn des in Jena tätigen Kaufmanns Johann Michael Pfündel. Er verlor seinen Vater schon in frühem Alter. Für seine Erziehung sorgte hauptsächlich sein Großvater mütterlicherseits, Kaspar Gottfried Otto, der früher als Husarenrittmeister in sächsischen Diensten gestanden hatte. Dieser ließ ihn zunächst durch Privatlehrer unterrichten. Später wurde Pfündel von seinem Großvater nach Naumburg geschickt. In der dortigen Ratsschule war der Rektor Daniel Peucer sein Hauptlehrer. Nach vierjährigem Aufenthalt in Naumburg kehrte Pfündel in seine Vaterstadt Jena zurück, wo er seine akademische Laufbahn eröffnete. Er studierte dort Jurisprudenz in Verbindung mit Geschichte und Philosophie. An dem Professor Estor fand er einen für ihn väterlich sorgenden Freund. Für seine wissenschaftliche Bildung sorgten außerdem Heimburg, Buder, Engau, Hamberger, Daries, Herzog u. a. Lehrer der Universität Jena.
Nach Gründung der Universität Erlangen erhielt Pfündel 1743 dort eine Sekretärsstelle. Am Einweihungstag dieser Hochschule, dem 5. November 1743, wurde er Doktor der Rechte. Unter dem Vorsitz von Professor Carl Adolph von Braun verteidigte er am 8. Februar 1744 seine Inauguraldissertation De possessione ipso jure in heredem transeunte tam secundum jura romana quam germanica examinata (Erlangen 1744). Er erlangte dadurch die Rechte eines akademischen Dozenten. Seitdem hielt er öffentliche Vorlesungen, die er mit dem Programm De dominiis rerum apud Germanos incertis (Erlangen 1744) eröffnete. Ein zweites Programm, im nächsten Jahr gedruckt, führt den Titel De principio gentium universali: omnem peregrinum esse hostem, eiusque effectibus passim in jure obviis (Erlangen 1745). Neben der Stelle eines Sekretärs übernahm Pfündel 1752 auch das Syndikat der Universität. 1761 erhielt er den Charakter eines Justizrats. Er starb am 20. Mai 1762 im Alter von 42 Jahren.
Seine Vorlesungen und die ihm übertragenen Ämter gönnten Pfündel wenig Muße, auch als Schriftsteller tätig zu sein. Doch nahm er als Mitarbeiter Anteil an den Erlanger gelehrten Anzeigen. In diesem Journal verfasste er u. a. folgende Abhandlungen:
- Über die Rechtsklausel: Mit und ohne Recht, in: Erlanger gelehrte Anzeigen, 1746, Nr. 5, S. 33–40; Nr. 9, S. 65–71; Nr. 17, S. 129–136; Nr. 23, S. 177–184; Nr. 25, S. 193 ff.
- Von seltsamen und wunderlichen Gelehrten, in: Erlanger gelehrte Anzeigen, 1746, Nr. 25, S. 196–199.
- Rechtliche Gedanken über die Frage: Ob der Fideikommissarius das ihm unter einer zufälligen Bedingung ab intestato verlassene Fideikommiss dadurch, dass er die zu seinem alleinigen Vorteil errichtete kodizillarische Verordnung bis zum vorkommenden Fall verschweigt, nach der Verordnung des legis C. 25 de legatis verliere, in: Erlanger gelehrte Anzeigen, 1746, Nr. 30 und 31, S. 240–244.